# 调音方法
调音方法（英語：Manner of articulation），也称发音方法，在語音學上指发音时舌頭、唇部及其他调音器官发出特定语音的方法。此一概念通常使用於子音的產生。對於任一個调音部位，存在若干種调音方法，而因此有若干個同位子音。
调音方法的一特徵為阻礙程度，即调音器官之間的相近程度。其他的特徵還有ar sounds(閃音和顫音)和擦音的有噝。通常鼻音化及邊音也被認為包括在调音方法內，但一些如彼得·拉迪福杰德之類的語音學家認為它們是獨立於调音方法之外的。

## 阻礙程度
由阻礙程度最大排至最小，發音可以被分成塞音、擦音、無擦通音和母音。塞擦音則通常表現得像是介於塞音和擦音之間的發音，但在語音學上，其為連續塞音及擦音的發音。
歷史上，發音會移向較小阻礙的發音，此一過程稱為輔音弱化。

## 其他特徵
有絲擦音因舌頭的形狀及呼氣由牙齒經過而和其他擦音有所區別。舌尖音部份的擦音可能是有絲的或非有絲的，但有絲擦音較常見。
閃音很類似於極短的塞音。但其發音和作用之間的差別足以認定其為不同的调音方法，而不只在於其音長。
顫音會用到一個调音器官的顫動。因為顫動和阻礙程度是兩種不同的特徵，兩個是可能結合在一起的。增加一顫音的阻礙程度將產生顫擦音。顫塞擦音也是已知的。
鼻部的呼氣方式可以在任一發音上加上一獨立的特徵。它在鼻化塞音及鼻化母音上最常出現，但鼻化擦音、閃音及無擦通音上亦會出現。若一發音不為鼻音的話，則此稱為口腔音。口腔塞音通常被稱為破裂音，而鼻化塞音則通常直接被稱為鼻音。
邊音是指由舌頭的一側呼氣的调音方法。此一特徵也可和其他方法結合，而產生邊無擦通音（最常見）、邊閃音、邊擦音及邊塞擦音。

## 另見
- 调音
- 调音部位
- 氣流機制
- 相對调音
- 韵图
- 三十六字母

## 外部連結
- Movie clip showing the human articulators in action
- Interactive place and manner of articulation
- Interactive Flash website for American English, Spanish and German sounds